# Sophie Primas
Pour les articles homonymes, voir Primas.
Sophie Primas, née le 7 juin 1962 à Saint-Mandé (Seine), est une femme politique française.
Membre du RPR, de l'UMP puis de LR, elle est sénatrice des Yvelines à partir de 2011. Après le renouvellement sénatorial de 2023, elle devient vice-présidente du Sénat. L'année suivante, elle est nommée, dans le gouvernement Barnier, ministre déléguée chargée du Commerce extérieur et des Français de l'étranger.
Le 23 décembre 2024, elle est nommée ministre porte-parole du gouvernement Bayrou.

## Biographie

### Formation initiale
Sophie Primas est diplômée de l'ESSEC (1987) en gestion marketinget de l'Institut polytechnique UniLaSalle (1986).

### Parcours politique
Adjointe au maire d'Aubergenville, chargée des finances et de la communication, de 2001 à 2008, puis des finances et du développement durable, de 2008 à 2014, elle est également présidente de la Société d'économie mixte TVS - Territoires Val de Seine.
En 2007, Henri Cuq, député UMP de la 9e circonscription des Yvelines, lui offre d'être sa suppléante à l'occasion des élections législatives lors desquelles il est réélu. Au décès d'Henri Cuq, le 11 juin 2010, elle lui succède.
En deuxième position sur la liste UMP de Gérard Larcher dans les Yvelines lors des élections sénatoriales du 25 septembre 2011, elle est élue sénatrice LR.
Elle soutient la candidature de François Fillon à la présidence de l'UMP lors du congrès d'automne 2012.
Elle est élue maire d'Aubergenville en 2014, dès le premier tour, avec un score de 80,22 %.
Le 4 décembre 2014, elle est nommée par le nouveau président de l'UMP, Nicolas Sarkozy, secrétaire générale adjointe aux adhésions.
Le 8 janvier 2016, elle est nommée présidente de la commission des recours des Républicains et devient, en février 2016, secrétaire départementale de la fédération Les Républicains des Yvelines.
Elle est, du 29 janvier 2016 au 27 octobre 2017, première vice-présidente de la communauté urbaine Grand Paris Seine et Oise (GPSO).
Elle soutient François Fillon, lors de la primaire française de la droite et du centre de 2016, dont elle est la porte-parole vers les élus locaux.
Elle est élue présidente de la commission des Affaires économiques après le renouvellement sénatorial de 2017.
Après la victoire de Laurent Wauquiez au congrès des Républicains de 2017, elle est nommée, le 13 décembre 2017, secrétaire générale adjointe chargée des relations avec les parlementaires.
Lors de l'élection présidentielle d'avril 2022, elle intègre l'équipe de campagne de Valérie Pécresse (LR) comme conseillère politique,.
Le 3 octobre 2023, elle est élue vice-présidente du Sénat,.
Le 11 juin 2024, elle annonce quitter LR après l'alliance de son président Éric Ciotti avec le Rassemblement national en vue des législatives de 2024.
Elle est nommée ministre déléguée chargée du Commerce extérieur et des Français de l'étranger dans le gouvernement de Michel Barnier, le 21 septembre 2024, et reste finalement membre de LR.

### Mission d'information
Elle est chargée d'une mission d’information, le 15 février 2012, sur l'impact des pesticides sur la santé, avec la sénatrice Nicole Bonnefoy qui en est rapporteure et 27 sénateurs membres de chacune des sept commissions permanentes et de chacun des groupes politiques.
Le rapport d'information, publié fin 2012, conclut à une sous-évaluation des risques des pesticides sur la santé et à une protection insuffisante. La mission demande plus de transparence sur l'effet des pesticides et des alertes, le cas échéant,.

## Polémiques
Dans le cadre de la Loi de programmation de la recherche pour les années 2021 à 2030, elle dépose le 12 octobre 2020 un amendement au Sénat rendant possible par son article 22 bis la création d'écoles vétérinaires privées agréés par le Ministère de l'Agriculture et de l'Alimentation. Celui-ci est dénoncé par le Syndicat national des vétérinaires d'exercice libéral, la Fédération des syndicats vétérinaires de France, le Syndicat de l'enseignement supérieur agricole et par les représentants étudiants des quatre écoles nationales vétérinaires de France,, en raison de l'absence de concertation avec la profession. Le site d'actualité Mediapart, s'appuyant sur sa déclaration à la Haute Autorité pour la transparence de la vie publique, révèle le 16 novembre 2020 que Sophie Primas est diplômée et membre du conseil d'administration du groupe privé Institut polytechnique UniLaSalle, principal candidat à l'ouverture d'une formation vétérinaire, pointant un risque de conflit d'intérêts.
Lors d'une conférence de presse, le 12 mars 2025, Sophie Primas avance des liens existant entre l'assassinat de Samuel Paty et la Russie, pays où est né le meurtrier du professeur. Celui-ci venant de Tchétchénie. Cela ne manque pas d'entraîner une réaction de la part de la sœur de la victime qui y voit une instrumentalisation politique, alors que dans le même temps rien ne prouve une implication directe ou indirecte de la Russie. Le 19 mars 2025, lors d'une conférence de presse, elle précise son propos en déclarant que l'assassinat de Samuel Paty était bien une attaque islamiste, effectuée par des personnes de nationalité russe. Elle s'excusera à la même occasion d'avoir pu heurter la famille de Samuel Paty[source insuffisante].
Le 23 mars 2025, elle affirme – alors en fonction en tant que porte-parole du gouvernement – n'avoir « pas de pudeur » à évoquer l'existence d'un « racisme antiblanc » en France, un concept porté par la droite et l'extrême droite mais contesté par certains sociologues,. Sa déclaration a été commentée par des membres du gouvernement issus de la droite et de la gauche, ainsi que par des membres de l'opposition, comme le communiste Fabien Roussel.
Le 20 mai 2025, Sophie Primas déclare sur CNEWS et Europe 1 que « le macronisme, probablement, trouvera une fin dans les mois qui viennent, avec la fin du deuxième quinquennat du président de la République, Emmanuel Macron ». Sa déclaration est décriée par plusieurs personnalité du parti présidentiel, Renaissance. À son initiative, Sophie Primas s'en explique ensuite auprès du chef de l’État, qui lui demande de « faire attention aux équilibres au sein du Gouvernement ».

## Pour approfondir